# Barcaság

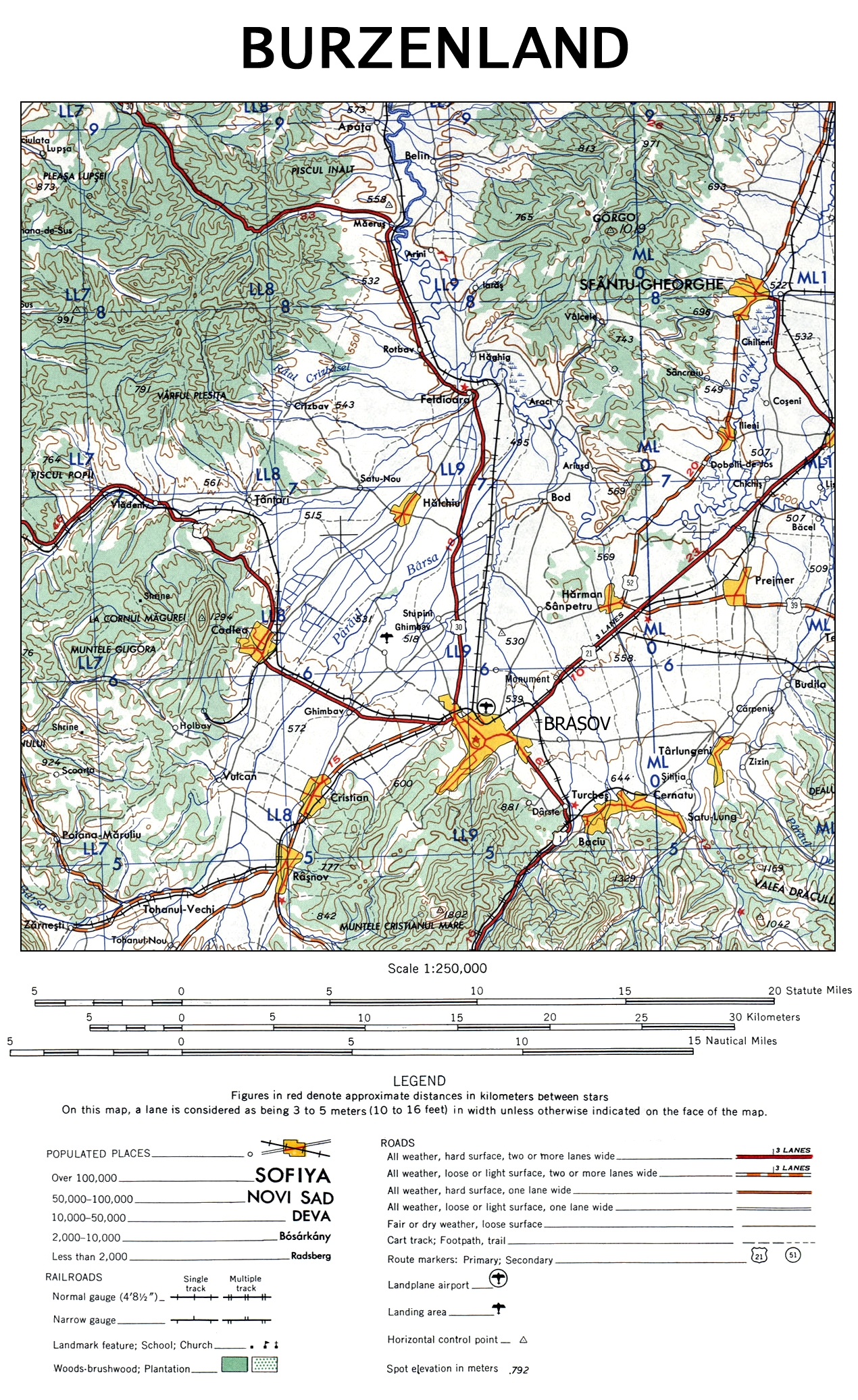
A Barcaság térképe (1959)

Barcaság (régen: Borzaföld, Borzaság, németül Burzenland, románul: Țara Bârsei) egy földrajzi-kulturális terület Erdély délkeleti részén, Romániában.

## Fekvése
A Barcasági-medencét az Olt kanyarulata és a dél-erdélyi havasok, illetve a Kárpátok hegyei fogják közre.

## Története
Nevét a Barca folyóról kapta. Az országalapítás idején királyi birtok volt. Valószínű, hogy a 11. században az ott lakó bolgár–szláv telepesek közé már magyarok is telepedtek a környező szorosok védelmére.
Megszervezését később II. András a Német Lovagrendre bízta.

## A Német lovagrend a Barcaságban
1211-ben telepítette le a német lovagrend tagjainak egy részét II. András magyar király, kik Európába Hermann von Salza nagymester vezetésével érkeztek. A lovagrend jelentős kiváltáságokat kapott a birtok mellett, várakat emelhetett, cserébe meg kellett, hogy védje az országot a kunoktól.
Bár eleinte minden jól ment: a földet benépesítették vallon és német telepesekkel, s megvédték az országot is a kunoktól. Sikereik csúcspontja az volt, amikor havasalföldi kunságot meghódították és azon a tájékon is építettek egy kővárat.
De 1224-re sikereik teljében önálló államot akartak alapítani és ezért a király elűzte őket seregével.

## Települések

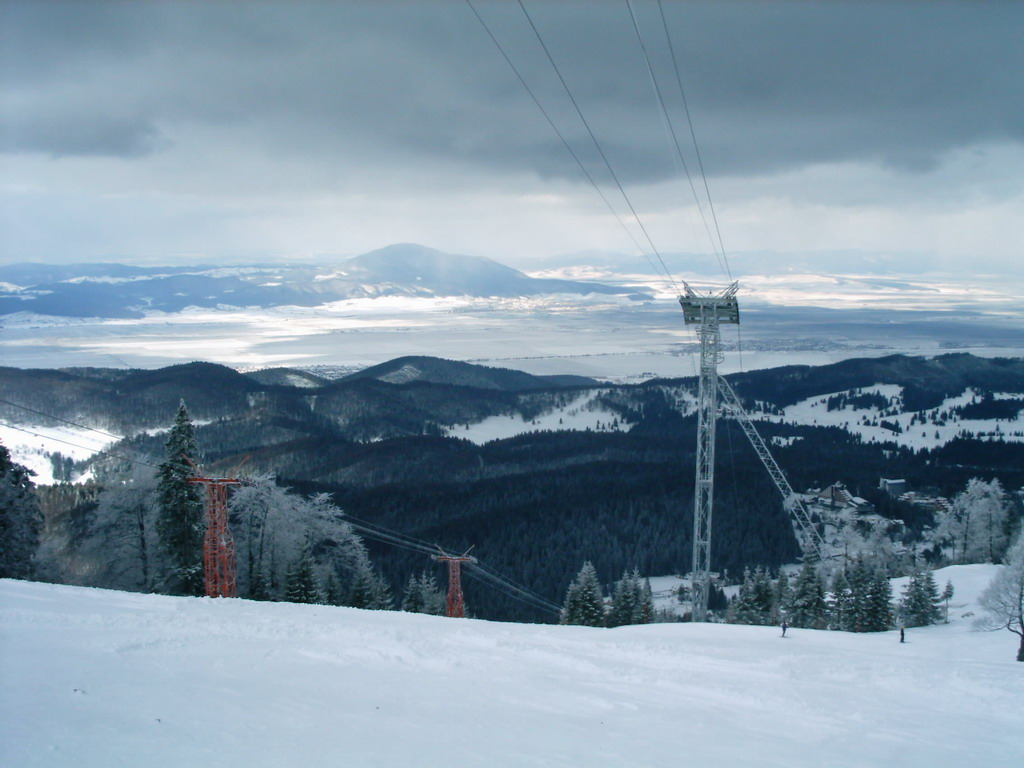
Sípálya a Keresztényhavas északi oldalán, háttérben a Barcasági-medence

Zárójelben a román, illetve a német név.
- Apáca (Apata, Geist)
- Barcarozsnyó (Râșnov, Rosenau)
- Barcaszentpéter (Sânpetru, Petersberg)
- Barcaújfalu (Satu Nou, Neudorf)
- Botfalu (Bod, Brenndorf)
- Brassó (Brașov, Kronstadt)
- Feketehalom (Codlea, Zeiden)
- Földvár (Feldioara, Marienburg)
- Höltövény (Hălchiu, Heldsdorf)
- Keresztényfalva (Cristian, Neustadt)
- Krizba (Crizbav, Kreisbach)
- Prázsmár (Prejmer, Tartlau)
- Szászhermány (Hărman, Honigberg)
- Szászmagyarós (Măieruș, Nußbach)
- Szászveresmart (Rotbav, Rotbach)
- Szászvolkány (Vulcan, Wolkendorf)
- Törcsvár (Bran, Törzburg)
- Vidombák (Ghimbav, Weidenbach)

## Magyarság
A barcasági magyarok többsége Brassóban, illetve a Brassó keleti elővárosának is tekinthető Négyfaluban – négy faluból kialakult város –, és a szomszédos Hétfalu régióban, valamint a medence nyugati és északi peremén levő községekben lakik.